# اوپال (ویرجینیا)
اوپال (به انگلیسی: Opal) یک منطقهٔ مسکونی در ایالات متحده آمریکا است که در Fauquier County واقع شده‌است. اوپال ۸٫۱۹ کیلومتر مربع مساحت و ۶۹۱ نفر جمعیت دارد و ۱۳۶٫۸۶ متر بالاتر از سطح دریا واقع شده‌است.